# Moritz Hoeft
Moritz Hoeft (* 9. April 1978) ist ein ehemaliger deutscher Fußballspieler.
Hoeft begann seine Karriere in der Jugendmannschaft des 1. FC 08 Birkenfeld. 1999 wechselte er zum 1. FC Pforzheim in die Oberliga Baden-Württemberg, mit dem er 2001 knapp den Aufstieg in die Regionalliga verpasste. In der folgenden Saison wurde er mit 25 Treffern der Torschützenkönig der Liga. Der Zweitligist Karlsruher SC verpflichtete Hoeft für die Saison 2002/03. Er kam aber nur zu einem Einsatz von Beginn an in der Pokalniederlage gegen die Kickers Offenbach. In der 2. Bundesliga wurde er vier Mal eingewechselt. Am Ende der Saison wechselte er zurück zu seinem Heimatverein 1. FC Birkenfeld. Dort beendete er im Jahr 2016 seine Laufbahn in der Landesliga Mittelbaden.